# Boven-Rijnse Kreits

De Boven-Rijnse kreits binnen het Heilige Roomse Rijk rond 1555

De Boven-Rijnse Kreits was een van de tien kreitsen binnen het Heilige Roomse Rijk.
Zowat de helft van deze kreits ligt thans in Duitsland, grotendeels in de deelstaten Rijnland-Palts, Saarland en Hessen; de andere helft ligt nu in Frankrijk, in de regio's Auvergne-Rhône-Alpes (Savoye) en Grand Est. Het directorium van de kreits werd gevoerd door de bisschop van Worms en de paltsgraaf van de Rijn.

## Samenstelling
Omstreeks 1795 behoorden de volgende gebieden tot de kreits:

### Geestelijke vorstenbank
1. Het sticht (bisdom) Worms
2. Het sticht (bisdom) Spiers en de daarmee verbonden vorstelijke proosdij Wissembourg
3. Het sticht (bisdom) Straatsburg
4. Het sticht (bisdom) Bazel
5. Het sticht (bisdom) Fulda
6. Het vorstendom Heitersheim van de Johannieter Orde
7. De vorstelijke abdij van Prüm
8. De rijksproosdij Odenheim

### Wereldlijke vorstenbank
1. Het vorstendom Simmern (Palts)
2. Het vorstendom Lautern (Palts)
3. Het vorstendom Veldenz (Palts)
4. Het vorstendom Zweibrücken (Palts-Zweibrücken)
5. Het landgraafschap Hessen-Kassel
6. Het landgraafschap Hessen-Darmstadt
7. Het vorstendom Hersfeld
8. Het graafschap Sponheim
9. Het vorstelijk graafschap Salm
10. Het land van de vorst van Nassau-Weilburg
11. Het land van de vorst van Nassau-Saarbrücken-Usingen
12. De heerlijkheid Idstein
13. Het land van de vorst van Nassau-Saarbrücken-Saarbrücken
14. De heerlijkheid Ottweiler
15. Het graafschap Waldeck
16. Het markgraafschap Nomeny

### Gravenbank
1. Het graafschap Hanau-Münzenberg
2. Het graafschap Hanau-Lichtenberg
3. Het land van het vorstelijk huis Solms-Braunfels
4. Het land van het grafelijk huis Solms-Lich-Hohensolms
5. Het land van het grafelijk huis Solms-Laubach
6. Het land van het grafelijk huis Solms-Rödelheim
7. Het graafschap Königstein (deel van Keurmainz en deel van Stolberg)
8. Het graafschap Oberisenburg (gedeeld onder het vorstelijk huis Isenburg-Birstein, het grafelijk huis Isenburg-Büdingen-Büdingen, het grafelijk huis Isenburg-Büdingen-Wächtersbach, het grafelijk huis Isenburg-Büdingen-Meerholz)
9. Het land van de wildgraven en de rijngraven (gedeeld onder de vorstelijke linie Salm-Kyrburg, de rijngrafelijke linie Salm-Grumbach, de rijngrafelijke linie Salm-Stein)
10. Het halsgerecht Rhaunen
11. Het land van de graaf van graafschap Leiningen-Dagsburg-Hardenburg
12. Het slot en het dorp Münzfelden
13. Het graafschap Sayn-Wittgenstein-Wittgenstein
14. Het graafschap Sayn-Wittgenstein-Berleburg
15. Het graafschap Falkenstein
16. De heerlijkheid Reipoltskirchen
17. Het graafschap Kriechingen
18. Het graafschap Wartenberg
19. De heerlijkheid Bretzenheim
20. De heerlijkheid Dagstuhl
21. De heerlijkheid Olbrück

### Stedenbank
1. De rijksstad Worms
2. De rijksstad Spiers
3. De rijksstad Frankfort
4. De rijksstad Friedberg
5. De rijksstad Wetzlar

## Leden van de Boven-Rijnse Kreits die hun zelfstandigheid of lidmaatschap tot 1795 verloren

### Geestelijke vorsten en prelaten
- Het sticht (aartsbisdom) Besançon
- Het prinsbisdom Sion
- Het prinsbisdom Genève
- Het prinsbisdom Lausanne
- Het sticht (bisdom) Metz
- Het sticht (bisdom) Toul
- Het sticht (bisdom) Verdun
- De abdij Murbach en Lure
- De abdij Munster
- De abdij Kaufungen

### Wereldlijke vorsten, graven en heren
- Het hertogdom Lotharingen
- Het hertogdom Savoye
- Het prinsdom Chalon (waarschijnlijk werd bedoeld het prinsdom Oranje)
- Het graafschap Bitsch
- De heerlijkheid Hochkönigsburg
- Het graafschap Blâmont
- De heerlijkheid Plesse
- Het burggraafschap Gelnhausen

### Rijkssteden
- De rijksstad Bazel
- De rijksstad Mulhouse
- De rijksstad Straatsburg
- De rijksstad Metz
- De rijksstad Toul
- De rijksstad Verdun
- De rijksstad Haguenau
- De rijksstad Colmar
- De rijksstad Sélestat
- De rijksstad Wissembourg
- De rijksstad Landau
- De rijksstad Obernai
- De rijksstad Kaysersberg
- De rijksstad Munster
- De rijksstad Rosheim
- De rijksstad Turckheim
- De rijksstad Besançon
- De rijksstad Kaufmanns-Saarbrücken